# محمد العصيمي
محمد بن عبد العزيز العصيمي كاتب وإعلامي سعودي، من محافظة الزلفي ومن مواليد هجرة التوضيحية شرق الرياض في العام 1964م. رأس تحرير مجلة القافلة في مارس عام 2003م، حاصل على شهادة البكالوريوس في الصحافة والعلاقات العامة من جامعة الإمام محمد بن سعود الإسلامية، ودبلوم الإعلام العالي من نفس الجامعة. درس في جامعة رايس الأمريكية في مدينة هيوستن لمدة سنة حيث أكمل دورة مكثفة في اللغة الإنجليزية في مجال الأعمال.

## الحياة الصحفية
بدأ  محمد العصيمي حياته الصحفية مبكراً في صحيفة الرياض في العام 1982 وهو في السنة الأولى الجامعيةن حيث عمل مراسلا ومحرراً، ثم تولى الإشراف على صفحة الرأي للجميع التي تنشر مشاركات القراء وأشرف لفترة قصيرة على القسم الاقتصادي في الصحيفة. وكتب حينها عدداً من المقالات في زاوية (أوراق محرر) كشفت عن أسلوب خاص في الكتابة.
وبعد انقطاع لسنوات عاد للكتابة في صحيفة اليوم حيث كتب مجموعة مقالات تحت عنوان (سيرة نفطية) استعرض فيها تاريخ ووقائع الصناعة النفطية في السعودية، وكتب للصحيفة ذاتها على فترات متقطعة عدداً من المقالات الاجتماعية. وإبان تولي الأستاذ محمد التونسي رئاسة تحرير صحيفة الاقتصادية كتب زاوية أسبوعية على الصفحة الأخيرة تحت عنوان (نقطة في بحر) تناول فيها عدداً من القضايا الاجتماعية الشائكة ومن أشهرها مقال تحت عنوان (حرب فالنتاين).
بعد ذلك عاد مرة أخرى للكتابة في صحيفة اليوم تحت رئاسة الأستاذ محمد الوعيل وبدأ كتابة زاويته بنفس الاسم (نقطة في بحر) في الصحيفة في فبراير من العام 2012م حيث كتب بصفة يومية مقالات حيال ما يقول هو إنه مسكوت عنه أو محرم على الكتابة، خاصة فيما كتبه عن المرأة وأوضاعها وحقوقها، وعن الطائفية وعلاقة المكون السني بالمكون الشيعي في المملكة، وكذلك ردة الفعل الشعبية السعودية تجاه أحداث الربيع العربي ولا سيما الأحداث في سوريا. ومن أهم المقالات التي كتبها في ذلك الحين مقال (العار.. الزواج من سورية نازحة) . ويعد هذا المقال أكثر مقالات صحيفة اليوم مقروئية في تاريخها.
وفي أغسطس من عام 2013 توقفت زاويته في صحيفة اليوم لتنتقل إلى صحيفة عكاظ تحت نفس الاسم ليكتب ثلاث مرات أسبوعيا متناولا العديد من القضايا الاجتماعية والتنموية والسياسية أحيانا، واستمر في عكاظ إلى يناير 2017م.
أما مقالاته السياسية المطولة والمعمقة والتي فرضتها حالة الربيع العربي، حسب ما ذكر في إحدى مقابلاته التلفزيونية، فقد كتبها لصحيفة العرب اللندنية خلال الفترة من أكتوبر 2013 إلى مايو 2015. ومن عناوين هذه المقالات (شهوة الحديث عن الديمقراطية في دول الخليج) و(ماذا سيفعل العرب بعد عاصفة الحزم؟) و(هي حرب عربية فارسية وليست حربا ضد الشيعة) و(دولة المواطنة.. فرصة العرب الأخيرة) و(هل حان وقت تجديد الخطاب الديني في العالم العربي؟) و(هل يجتمع العرب لحرب داعش؟) و(دول الخليج أمام احتمالين: الاتحاد أو الاضمحلال) و(تصنيع الخليفة وخرافة الخلافة) و(الأمريكيون لا يعرفون كل شيء) و(بعد ثوراتهم: عودة العرب إلى مربع الرئيس الضرورة) و(القرضاوي إمام الفتنة الأكبر) وغيرها الكثير من المقالات.

## الحياة العملية
- بعد تخرجه من الجامعة في العام 1986 التحق بوظيفة محرر صحفي في المؤسسة العامة للبترول والمعادن (بترومين) التي ألغيت أو اضمحلت فيما بعد. ووقتها أصدر مجلة (بترومين) المتخصصة في شؤون المؤسسة والشؤون البترولية والمعدنية.
- وبعد أربع سنوات، في العام 1990، انتقل من الرياض إلى جدة ملتحقاً بالشركة الوليدة آنذاك الشركة العربية السعودية للتسويق والتكرير (سمارك) حيث عمل مديراً للنشر والتحرير بها وأصدر حينها لأول مرة نشرتها الداخلية (سمارك) و(مجلة سمارك) المتخصصة في الصناعة النفطية، وتولى إدارة الشؤون الإعلامية بالشركة.
- بعد دمج سمارك بشركة أرامكو السعودية انتقل من جدة إلى الظهران في العام 1994م حيث التحق بإدارة العلاقات العامة بالشركة إلى أن أصبح مسؤولاً عن نشرتها الداخلية (قافلة الزيت) التي أحدث فيها تدريجياً تطورات كبيرة من حيت المحتوى والتصميم أثناء مسؤوليته عن تحريرها، ثم أصبح رئيسا لوحدة النشر العربي ثم عين مديرا للنشر في أرامكو السعودية.
- في العام 2003 كُلف بتطوير مجلة (القافلة) العريقة لتواكب مستجدات الصحافة والإعلام بعد أن تجاوزها الزمن. وبالفعل أحدث فيها، بالتعاون مع دار نشر محلية مرموقة، نقلة نوعية كاملة من حيث محتواها وتصميمها الفني وطبيعة صدورها وتوزيعها. وما زالت المجلة تسير على نفس منهجها التحريري الذي أشرف عليه آنذاك مع إدخال بعض التطورات والأبواب الجديدة. كما أشرف في حينه على إطلاق أول موقع إلكتروني للمجلة وإطلاق حساباتها على وسائل التواصل الاجتماعي في العام 2014م.
- عمل، أيضا، مستشاراً غير متفرغ لرئيس تحرير صحيفة اليوم خلال الفترة من 2012 إلى 2014، ومستشاراً لعدد من الجهات الحكومية والخاصة في مجال العلاقات العامة والإعلام.

## التدريب الإعلامي
- قدم عدداً من الدورات وورش العمل الإعلامية على النحو التالي:
- دورة كتابة التقرير الصحفي التي نظمها مركز الأمير أحمد للإعلام التنفيذي بالدمام عام 2013م
- ورشة عمل (صناعة النشرات الداخلية) الظهران 2012
- دورة (أساسيات العلاقات العامة) جدة 2012
- ورشة عمل (صياغة الرسالة الإعلامية في الإعلام الجديد) الكويت 212
- ورشة عمل (أسس واستراتجيات العلاقات العامة) الأحساء 214.
- ورشة عمل (المسؤولية الأخلاقية في وظائف العلاقات العامة) البحرين 2012 – الدوحة 2014

## المنتديات والمؤتمرات
شارك كمتحدث في عدد من المنتديات والمؤتمرات من بينها:
- ملتقى الإستراتيجية الوطنية لتعزيز ثقافة الولاء والانتماء – الرياض 2015
- الملتقى الخليجي السادس للعلاقات العامة – البحرين 2012
- ملتقى آفاق العلاقات العامة – جدة 2012
- المؤتمر الإقليمي الثالث للعلاقات العامة – الدوحة 2013
- مؤتمر الكويت الرابع للعلاقات العامة – الكويت 2012

## إصدارات
المرأة السعودية: الحب الحرام والفتنة .. والحضور الوطني. صدر عام 2014.

## اللقاءات التلفزيونية
برنامج مساواة، قناة الحرة: اللقاء التلفزيوني

## المقابلات الصحفية
صحيفة البلاد: حوار صحيفة البلاد